# Witold Jerzykiewicz
Witold Jerzykiewicz (ur. 3 listopada 1901 w Berlinie, zm. 5 września 1944 w Bydgoszczy) – plastyk polski, architekt wnętrz.

## Życiorys
Był synem aptekarza Mieczysława Jerzykiewicza i Marty Wernicke. Po szkole średniej rozpoczął studia w Państwowej Szkole Rzemiosł Artystycznych w Charlottenburgu; po I wojnie światowej przeniósł się do Polski i kontynuował naukę w Państwowej Szkole Przemysłu Artystycznego w Bydgoszczy, uzyskując dyplom z architektury wnętrz (1923). Pracował w prywatnym biurze architektonicznym w Bydgoszczy.
Obok projektowania mebli i wnętrz mieszkań zajmował się malarstwem, grafiką, zdobnictwem i rzemiosłem artystycznym. Miał wystawy indywidualne, brał również udział w prezentacjach zbiorowych w Muzeum im. Leona Wyczółkowskiego w Bydgoszczy. Należał do "Grupy Plastyków Pomorskich".
W czasie II wojny światowej pod pseudonimem Cis działał w konspiracji na terenie Bydgoszczy, w czerwcu 1944 uzyskując stopień kapitana. 31 sierpnia 1944 został aresztowany przez gestapo i kilka dni później zamordowany.